# Al-Qasim Gannun
al-Qāsim Gannūn ibn Ibrāhīm (Arabo القاسم كَنون بن إبراهيم; ... – 948) fu l'undicesimo sultano della dinastia sciita degli Idrisidi del Maghreb al-Aqsa (attuale Marocco). Regnò dal 937 al 948.

## Biografia
Era fratello di Yaḥyā III ibn al-Qāsim e al-Ḥasan "al-Ḥajjām".
Il fratello al-Ḥajjām fu sconfitto e costretto alla fuga dal generale fatimide Mūsā ibn Abī l-ʿĀfiya nel 927, data in cui gli Idrisidi furono cacciati definitivamente da Fez, città da loro fondata.
Al-Qāsim Gannūn approfittò della lotta tra le fazioni fedeli ai Fatimidi e quelle fedeli agli Omayyadi del Califfato di Cordova per prendere il controllo del Rif e della regione di Jbala, stabilendosi nella fortezza di Hajar al-Nasar, riconoscendo nominalmente la sovranità fatimide. La rivolta kharigita guidata da Abū Yazīd che dovettero affrontare i Fatimidi, assicurò a Gannūn un regno relativamente tranquillo. 
Morì nel 948 e gli succedette al trono il figlio Abū l-ʿAysh Aḥmad.